# Gull Lake (Südgeorgien)
Der Gull Lake ist ein See mit einem Durchmesser von 250 m im Norden Südgeorgiens im Südatlantik. Er liegt nahe dem Südwestufer der King Edward Cove in einer Entfernung von 800 m südlich der Walfangstation von Grytviken.
Der deutsche Zoologe und Arzt August Emil Alfred Szielasko (1864–1928), der das Gebiet um den See bei einem Besuch Südgeorgiens im Jahr 1906 kartierte, benannte ihn als Möwensee. Robert Cushman Murphy übersetzte diese Benennung 1947 ins Englische, nachdem er den See bereits im November 1912 besucht hatte. Die englischsprachige Form ist seit 1954 durch das UK Antarctic Place-Names Committee anerkannt.